# Gabriel Eurén
Gabriel Eurén, född den 19 september 1768 i Karlstad, död den 7 april 1806 i Stockholm, var en svensk ämbetsman och översättare, far till Axel Eurén.
Eurén blev student vid Uppsala universitet 1783, protokollssekreterare 1794, kanslerssekreterare vid Uppsala universitet 1795 och förste expeditionssekreterare 1803. Han fick 1793 privilegium på att på svenska ge ut vissa av August von Kotzebues verk och vann, genom sina skickligt verkställda tolkningar 1793-1797, erkännande som en av de första som gjorde den svenska allmänheten bekant med von Kotzebues på sin tid så populära arbeten.
Han gifte sig 1794 med Brita Maria Nordforss (1766–1829).